# Iñigo Llopis
Iñigo Llopis Sanz (San Sebastián, 13 de noviembre de 1998) es un deportista español que compite en natación adaptada. Ganó tres medallas en los Juegos Paralímpicos de Verano, en los años 2020 y 2024.

## Palmarés internacional
| Juegos Paralímpicos | Juegos Paralímpicos | Juegos Paralímpicos | Juegos Paralímpicos                |
| Año                 | Lugar               | Medalla             | Prueba                             |
| ------------------- | ------------------- | ------------------- | ---------------------------------- |
| 2020                | Tokio (Japón)       | Medalla de plata    | 100 m espalda S8                   |
| 2024                | París (Francia)     | Medalla de oro      | 100 m espalda S8                   |
| 2024                | París (Francia)     | Medalla de bronce   | 4 × 100 m estilos (34 ptos.) mixto |